# Geografia Israelului
Geografia Israelului descrie condiții diversificate, cu zone deșertice în sud și lanțuri muntoase acoperite de zăpadă în nord. Statul Israel se află la 31°30′N 34°45′E / 31.500°N 34.750°E, în capătul estic al Mării Mediterane, în Asia vestică, în regiunea geografică Orientul Mijlociu. Se învecinează cu Liban în nord, cu Siria în nord-est, cu Iordania și Cisiordania în est și cu Egipt în sud-vest, cea din urmă frontieră fiind și zona de delimitare dintre Asia și Africa. Vestul Israelului este scăldat de Marea Mediterană, al cărei țărm, în lungime de 273 km, constituie majoritatea liniei de coastă a țării și a Fâșiei Gaza. De asemenea, în sudul Israelului se află și o foarte mică parte a litoralului Mării Roșii.